# Szigetmonostor
Szigetmonostor là một thị trấn thuộc hạt Pest, Hungary. Thị trấn này có diện tích 23,51 km², dân số năm 2010 là 2245 người, mật độ 95 người/km².